# Gill Sedláčková
Gill Sedláčková, vlastním jménem Julie Sedláčková (24. března 1908 Praha – 24. dubna 1978 Praha) byla česká spisovatelka, filmařka a herečka.

## Život
Pocházela z rodiny lékaře Viktora Sedláčka. Rodina bydlela na Václavském náměstí (č. p. 821), kde měl otec i ordinaci. V roce 1936 byl Viktor Sedláček zvolen předsedou Československé ligy pro sexuální reformu. V roce 1929 se vdala za kapelníka Jana Budila, ale nejpozději do tří let bylo manželství rozloučeno a Sedláčková se vrátila k užívání svého rodného příjmení.
Ve 30. letech napsala obsáhlý homoerotický román ze současnosti Třetí pohlaví (1937), jehož ústřední dvojici představovaly dvě spolubydlící: heterosexuální módní návrhářka a designérka Lída a lesbická vedoucí reklamního oddělení Sabina. Kratšími pracemi přispívala do časopisu Hlas.
Byla autorkou scénáře k filmu Polibek ve sněhu (1935), na jehož realizaci se podílela také jako vedoucí produkce. Působila také jako asistentka režie u filmu Žena, která ví, co chce (1934) a jako herečka komparzu ve filmech Důvod k rozvodu a Srdce na kolejích (oba 1937). I po válce pracovala u Československého státního filmu.